# Iris Romen
Iris Romen (* in Maastricht, Niederlande) ist eine niederländische Sängerin, Multiinstrumentalistin und Songwriterin, die in Berlin lebt.

## Leben und Musik
Iris Romen wuchs in Maastricht auf, wo sie an der Musikhochschule Maastricht bis 2001 Jazz/Gesang
studierte.  Von 2002 bis 2009 war sie Sängerin der Aachener Band Señor Torpedo, für welche sie auch die Songtexte schrieb und mitkomponierte. 2004 zog sie nach Berlin, wo sie 2005 bis 2006 samstagabends regelmäßig zum Schwoof in Clärchens Ballhaus auftrat mit ihrer „Ballhausband“. Im selben Haus gab sie in dessen  Spiegelsaal akustische Konzerte, bei denen  sie ihr breites Repertoire von Brecht/Weill bis Johnny Cash zu Gehör brachte.
2006 lernte sie nach einem Konzert mit ihrer Swing-Band im White Trash (Berlin) die Musikerinnen Trinity Sarratt und April Walz kennen, die sie einluden, bei The Runaway Brides Kontrabass zu spielen und gelegentlich zu singen. Parallel singt Iris Romen immer wieder als Gastsängerin – unter anderem bei Andrej Hermlin & His Swing Dance Orchestra, Mark Scheibe und Ray Collins’ Hot-Club sowie, mit Gelegenheitsbands, für die niederländische Botschaften in Tansania und Peru. 2008 brachte sie einen Sohn zur Welt, den sie alleine erzieht. Von 2009 bis 2012 spielte Iris Romen solo, begleitet ihre Stimme selbst am Kontrabass, Fender Rhodes und gelegentlich mit akustischer Gitarre.
2010 lernte sie über ein Johnny-Cash-Tributekonzert  in Regensburg, bei dem sie den Part der June Carter übernahm, den Musiker und Produzenten Johnny Bluth (von der Band The Johnny Trouble Trio aus Stuttgart) kennen, mit dem es musikalisch so sehr klickte, dass sie beschloss, ihr Debütalbum in dessen großenteils analogen Studio (Running Gun Recordings) aufzunehmen. Drei Songs des Albums wurden von Mischkah Wilke in Berlin aufgenommen, der ebenfalls ein analog ausgerichtetes Studio betreibt (Kozmic Sound).
Ende 2010 entdeckte sie Michael Rank (Chet Records) bei einem Solokonzert in München und beschloss, sie bei Chet Records unter Vertrag zu nehmen. Am 24. August 2012 fand  im Spiegelsaal von Clärchens Ballhaus eine CD-Präsentation statt. Die „Initiative Musik“ hieraufhin beschloss im Oktober 2012, die Promotion des Albums mit einem Fördergeld zu bezuschussen.

## Vintage Gal Hour
Am 12. April 2013 brachte  sie ihr selbstkomponiertes englischsprachiges Debütalbum „Vintage Gal Hour“ (Chet Records) heraus. Produziert wurde das Album von Johnny Bluth und Iris Romen selbst. Iris Romens Musik auf dem Album bezieht sich auf den Zeitgeist der 50er/60er Jahren, wobei sich der Stil ihrer Songs querbeet durch verschiedene Stile zieht. Live spielt sie seit Dezember 2012 mit ihrer Band Iris Romen & Her All-Star Friends, die besteht aus Julius Conrad („twang“ Gitarre), Dalai Cellai (Cello) und Sascha „Bachi“ Bachmann (Schlagzeug).

## Ben Becker
Yoyo Röhm, der langjährige musikalischer Weggefährte  des Schauspielers Ben Becker, engagierte sie im Mai 2012 als feste Kontrabassistin und Background-Sängerin in dessen Band zum Konzertprogramm „Den See“.

## Diskografie
- Vintage Gal Hour (2013) (Chet Records)

### Sonstige Veröffentlichungen
- Señor Torpedo - Through Night Scenes (2003)
- Down South - One On One (2003)
- Andrej Hermlin And His Swing Dance Orchestra - I Hear Music (Billie Holiday tribute) (2007)
- We Wanna Be From Sweden (2009)

## Auszeichnungen
2008 wurde Iris Romen zusammen mit Marc Schmolling mit dem Berlin Jazz Award ausgezeichnet.